# Christine Milton
Christine Milton (Amager, 18 luglio 1985) è una cantante danese.

## Biografia
Nata ad Amager e cresciuta nel paese di Gilleleje nel comune di Gribskov, Christine Milton ha ottenuto visibilità nel 2002 con la sua partecipazione alla seconda edizione del talent show danese Popstars, dove è arrivata tra i finalisti. A gennaio 2003 è stato pubblicato il suo singolo di debutto, Superstar, che ha raggiunto la vetta della classifica danese, rimanendovi per sette settimane consecutive e trascorrendo un totale di 21 settimane nella top 20, e il quindicesimo posto nella classifica norvegese. La canzone verrà pubblicata alcuni mesi dopo anche dalla cantante inglese Jamelia, che la renderà un successo globale.
Nell'estate del 2003 è uscito il secondo singolo di Christine Milton, Whiketywhack (I Ain't Coming Back). Ha raggiunto il quarto posto in classifica in Danimarca. All'alba della pubblicazione del suo album di debutto è stato diffuso un terzo singolo, Shine On, che è arrivato ottavo in classifica. L'8 aprile 2004 è uscito l'album Friday. Un quarto singolo per promuovere il disco, So Addictive, è uscito a settembre dello stesso anno. Negli anni successivi Christine Milton ha pubblicato i suoi primi singoli in lingua danese: Det' forbi (2007) e Tilbage (2008).

## Discografia

### Album in studio
- 2004 – Friday

### Singoli
- 2003 – Superstar
- 2003 – Whiketywhack (I Ain't Coming Back)
- 2004 – Shine On
- 2004 – So Addictive
- 2007 – Det' forbi
- 2008 – Tilbage